# Nørre Aaby
Nørre Aaby es una localidad situada en el municipio de Middelfart, en la región de Dinamarca Meridional (Dinamarca). Tiene una población estimada, a principios de 2021, de 2979 habitantes.
Está ubicada al noroeste de la isla de Fionia, junto a la costa del Pequeño Belt (mar Báltico).